# Antonio Gasalla
Antonio Alberto Gasalla (Ramos Mejía, 9 de marzo de 1941-Buenos Aires, 18 de marzo de 2025)fue un actor, humorista, guionista de televisión, dramaturgo, director, productor y profesor de teatro argentino. Inició su carrera como una de las figuras pioneras del café-concert junto a Carlos Perciavalle, desarrollando a lo largo del siglo XX una larga y destacada trayectoria tanto en teatro como en televisión.
Tuvo esporádicas actuaciones en el cine, sobre todo interpretando personajes secundarios que dejaron una marca en el cine argentino, como su papel en La tregua (1974) de Sergio Renán, y el de Mamá Cora para la también clásica Esperando la carroza (1985) de Alejandro Doria, además de su rol coprotagónico en Dos hermanos (2010), de Daniel Burman. Fue también conocido como El rey de la calle Corrientes por sus masivos y exitosos espectáculos teatrales.

## Biografía

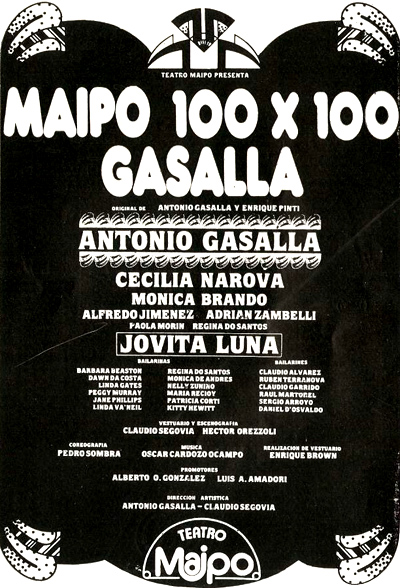
Afiche de la revista porteña Maipo 100x100 Gasalla, presentada en el Teatro Maipo en 1981.

Gasalla estudió en la Escuela Nacional de Arte Dramático, donde conoció al uruguayo Carlos Perciavalle, con quien luego hizo espectáculos teatrales.
En 1966 logró su primer éxito con Help Valentino, junto a Carlos Perciavalle, Edda Díaz y Nora Blay. El grupo fundó el estilo café-concert argentino realizando varios shows. Al disolverse, Gasalla y Perciavalle formaron un dúo, presentando espectáculos como La mandarina a pedal, entre otros.
Más adelante, llegando al año 1973 y durante varias temporadas, comenzó a montar espectáculos revisteriles escribiendo junto a Enrique Pinti, obras como Pan y circo, Gasalla y Corrientes, Gasalla for Export, Gasalla 77, El Maipo es el Maipo y Gasalla es Gasalla, Gasalla en terapia intensiva, Maipo 100 % Gasalla, Maipo Made in Gasalla y Gasalla es el Maipo y el Maipo es Gasalla. 
En 1985 protagonizó la película argentina Esperando la carroza, en donde hizo el papel de «Mamá Cora», junto a China Zorrilla, Enrique Pinti, Juan Manuel Tenuta, Luis Brandoni, Mónica Villa y Betiana Blum.
También en 1988 inició su carrera televisiva en ATC, el programa se llamó, El Mundo de Antonio Gasalla hasta 1990,  y se quedó durante trece años, haciendo los clásicos personajes de «La Abuela», «Flora, la empleada pública», «Soledad», «Inesita», «Matilde», «Barbara Don't Worry», «Cacho» o «Yolanda». En 1995 ganó el Premio Martín Fierro de Oro correspondiente al año 1994.

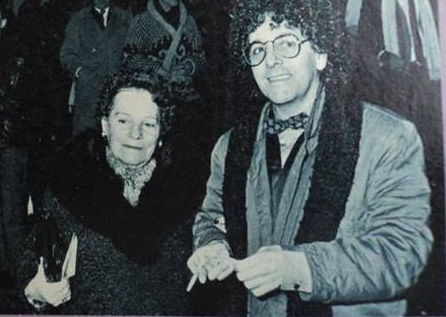
Fotografía de Antonio Gasalla junto a su madre.

En 1989 ganó su primer Premio Martín Fierro. Un año después, firma contrato con TELEFE, estrenando su programa, A la Playa con Gasalla y luego su programa de humor con nuevo nombre, El Palacio de la Risa, con la participación de Norma Pons y Roberto Carnaghi, y guiones de Víctor Wolf y Hugo Fili. Durante esta época le dio cabida a los artistas del underground como Alejandro Urdapilleta y Humberto Tortonese, también a los numerosos humoristas desconocidos por aquel entonces en los medios Carlos Parrilla y Atilio Veronelli. En 1997, comenzó un ciclo veraniego que se llamó Gasalla en la tele; el programa se emitió de lunes a viernes a las 19.00. En septiembre de ese mismo año se concretó el «pase del año», dado que en plena temporada pasó de Canal 13 a Canal 9 Libertad, con un programa llamado esta vez Gasalla en Libertad. Si bien se vendió Canal 9 Libertad en 1998, Antonio Gasalla siguió con su programa habitual hasta el año 2000. 
En 1999 presentó junto a su amigo y compañero de rubro Carlos Perciavalle en el Teatro de la Laguna del Sauce en Punta del Este (en la casa de Perciavalle) Gasalla-Perciavalle 99.

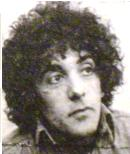
Antonio Gasalla en la revista Gente (diciembre de 1977).

En 2000 y con producción de Alejandro Romay se estrenó Gasalla y Perciavalle en Broadway junto a Carlos Perciavalle, una revista que fue el regreso de estos dos comediantes juntos una vez más al teatro.
En el año 2001, si bien abandonó su tradicional rol en televisión, realizó una participación especial en el unitario Tiempo final, en el octavo capítulo de la segunda temporada, titulado "Broma pesada". Por su actuación, sorprendentemente volcada al rol dramático y alejada de lo humorístico, recibió una nominación a los Premios Martín Fierro en la categoría Participación especial en ficción. En 2002, volvió a participar de la tercera temporada del unitario, en el capítulo "El fronterizo".
En 2004 volvió con su clásico programa de televisión, esta vez con el nombre de Gasalla en pantalla y siguió con sus clásicos personajes. Ganó el Premio Martín Fierro 2004 a la «mejor labor humorística» por sus apariciones como «La Abuela» en el show de Susana Giménez.
En el 2006 regresa con Clásicos 2, junto a la actriz Laura Sánchez (muy conocida en Uruguay por sus personajes humorísticos en Telecataplum y Plop!), un espectáculo presentado en el Teatro Nogaró de Punta del Este.
Desde diciembre de 2007, y hasta el verano de 2008, protagonizó, junto a Nito Artaza y Luciana Salazar, la obra Cristina en el país de las maravillas en el teatro de Mar del Plata. Luego, durante el 2008, encabezó la revista Maipo siempre Maipo, junto a Claudia Fernández y Ximena Capristo, celebrando los 100 años del Teatro Maipo de Buenos Aires.
Durante parte de 2010, trabajó en la televisión en el programa Susana Giménez, conducido por Susana Giménez. En dicho programa hizo una participación especial con el personaje de «La Abuela», una anciana que visitaba a Susana y le contaba anécdotas disparatadas y divertidas. El 15 de enero de 2009 estrenó, en el Teatro Metropolitan de Buenos Aires, la obra Más respeto que soy tu madre, de Hernán Casciari, donde interpretó a Mirta Bertotti, un ama de casa de 52 años que debía lidiar con una familia disparatada.
Es uno de los exponentes del café concert junto con Enrique Pinti y Carlos Perciavalle, donde el actor desarrolló un monólogo humorístico en un escenario, tanto teatral como televisivo.
En una nota para el programa Intrusos confesó haber creado el llamado conchero (accesorio de vestir que utilizan las vedettes en el teatro); dijo que primero comenzó haciéndolo con un corcho pero nadie lo quiso usar, hasta que llegó a hacerlo como se lo conoce actualmente. La primera en usar el conchero fue la actriz Cecilia Narova, en una obra suya en el Teatro Maipo.
En 2012 formó parte del jurado del polémico reality show de baile Bailando por un sueño Argentina, segmento del programa Showmatch conducido por Marcelo Tinelli, junto a Carmen Barbieri, Moria Casán, Marcelo Polino, Aníbal Pachano y Flavio Mendoza. Además, en el programa también hizo a sus entrañables personajes como "La Abuela", "Bárbara Don't Worry", "Flora, la empleada pública"; "Soledad Dolores Solari" y "Mecha, la millonaria". Además, obtuvo el cuarto premio Martín Fierro de Platino siendo el segundo hombre en obtenerlo después de Marcelo Tinelli. 
En la temporada de verano de 2013, estrenó en Buenos Aires Gasalla Nacional, junto a Laura Sánchez y Sebastián Borrás, donde regresó con sus monólogos y personajes. En los años siguientes, hasta 2016, realizó en teatro la obra Más respeto que soy tu madre 2, segunda parte de la obra de Hernán Casciari.
A fines de 2019, realizó en Mar del Plata su última obra Gasalla, junto a su amigo Marcelo Polino, y a los artistas Maximiliano de la Cruz, Pepe Ochoa y Luciana "Lula" Rosenthal. Se trató de un espectáculo donde desplegó los personajes más exitosos de su carrera como actor, intercalando monólogos y sketches.
En septiembre de 2020, durante las restricciones sanitarias por la pandemia de covid-19, anunció su retiro como artista.
Tras un robo que sufrió en su departamento de Recoleta en abril de 2023, fue internado en una clínica privada para evaluar su estado de salud y su capacidad cognitiva a pedido de sus familiares. El 9 de julio de 2023 fue homenajeado en los premios Martín Fierro por sus años de carrera, recibiendo el Premio a la Trayectoria. Tanto Marcelo Polino como Susana Giménez le rindieron un emotivo homenaje al hablar sobre él y su carrera en la premiación.

## Vida privada
Era hincha del Club Atlético Vélez Sarsfield.
Antonio Gasalla siempre fue extremadamente reservado en relación con su vida sentimental, no se le conocieron parejas estables.
Logró cosechar amistades duraderas con otras figuras del espectáculo, como la que mantuvo con el periodista, Marcelo Polino, y con el actor uruguayo, Carlos Perciavalle. Este último, en diversas ocasiones, destacó tener un vínculo muy estrecho con Gasalla, pese a que la prensa solía inventar peleas entre ellos.
Gasalla tuvo una relación tirante con el periodismo del espectáculo, llegando incluso a insultar a periodistas que se mostraron invasivos al acercarse a él. En relación con esto, su amigo personal, Carlos Perciavalle, detalló: «Él siempre estuvo malhumorado con los periodistas, desde que me acuerdo fue así. Cuando hacíamos los espectáculos juntos, yo les decía a los periodistas que hagamos las notas cuando estuviera solo, porque Antonio no tenía buena relación con la prensa y no la quería tener. Él tiene sus motivos, que no tengo idea cuales son. Es un hombre muy tímido, muy personal y de hacer lo que cree que está bien. No lo voy a cambiar ahora».
En sus últimos momentos, presentó un cuadro de deterioro cognitivo y se mantuvo alejado de los medios. Falleció el 18 de marzo de 2025.

## Algunos de sus personajes
- La Traductora: una traductora de lengua de señas que entre seña y seña realiza gestos obscenos e insultantes.

- Edith: una periodista que se dedica a buscar la "real realidad" y que detesta a su colega Fanny Mandelbaum.
- La Nena: su nombre es Lorena, y se trata de una niña muy molesta e insoportable que hace todo lo posible por espantar a los novios de su madre Ester (Norma Pons) y obtener dinero de su padre Leonardo (Roberto Carnaghi). Siempre humilla y maltrata a la empleada de limpieza paraguaya Asunción (Verónica Llinás), a quien siempre regaña para que haga lo que ella siempre le ordena. Desencadena situaciones disparatadas en su familia, saliéndose siempre con la suya.
- La Abuela: comparte nombre con el personaje de Mamá Cora de Esperando la carroza, pero no hay que confundirle.[7] La abuela es una anciana aggiornada que tiene una familia disparatada.
- Mamá Cora: aparece en la película Esperando la carroza. Se trata de una anciana senil que no entiende nada.
- Soledad Dolores Solari: una mujer solterona a la que todo le causa terror. Vive con su madre (Clotilde Borella), que siempre menosprecia a su hija y se refiere a ella como "tarada". Siempre anda buscando empleo, pero termina en todos generando varios desastres y siendo despedida en todos ellos. Pedro (Roberto Carnaghi) y "La Chabona" (Verónica Llinás) son sus únicas amistades. Frase: "En este país no hay seguridad".
- Inesita: una multimillonaria apasionada por las cirugías y muy coqueta.
- Yolanda: una anciana que hace creer a los demás que está en silla de ruedas y le hace la vida imposible a sus hermanas Ana María y Margarita (Verónica Llinás) y a su hija Marta (Norma Pons). Frase: «No seas yegua, Marta».
- Bárbara (Bárbara Don't Worry): una presentadora de TV de un magacín con un enorme talento para la estupidez. Una parodia de los programas dedicados a la mujer.
- Noelia: una estrafalaria docente que parodia a las maestras argentinas.
- Flora, la empleada pública: una mujer que trabaja en edificios públicos del Estado. Nunca trabaja y atiende muy mal a la gente. Suele estar acompañada de La González (Norma Pons), su haragana compañera de trabajo quien siempre se la pasa comiendo y tomando mate. Parodia a los empleados públicos de la Argentina.
- Francisca (la enfermera): con la que uno preferiría morirse antes que curarse.
- Filomena: una mujer que vive la vida sonriendo ante las peores vicisitudes, con la frase "a mí la vida me sonríe".
- Esther Estrés: a la que los problemas del mundo agobian hasta la histeria.
- La licenciada Gutman: una psiquiatra distraída que suele mezclar todo lo que sus pacientes le confiesan, a la vez que dialoga con amigas por teléfono sin señal firme. También indica diferentes tipos de medicamentos a sus pacientes.
- Kika: una empleada doméstica que es humillada por su patrona.
- Don Martín: un anciano cascarrabias.
- Lautaro: un hombre que forma parte de una familia demencial y cínica.
- El ciego: un no vidente que golpea a todos con su bastón.
- Martha Di Giacomo: la conductora de un ridículo talk-show llamado ¿Qué problema, no?
- Cacho: un periodista soez y locuaz.
- Las hermanas Malabuena: dos hermanas gemelas, Priscila (la rica) y Patricia (la pobre).
- Mecha la millonaria: una mujer que analiza la cultura.
- Isadora (La periodista): una periodista que busca cualquier información totalmente desopilante.
- Margarita: una mujer esotérica.
- La Gorda: con mucha picardía entrevista a grandes artistas.
- Matilde: una mujer que vive en la miseria.
- Miriam: una mujer que tiene pechos voluptuosos y es una estrella de la farándula.
- Helena: una periodista que trabaja en la oficina de producción.
- Clara Rojo: una mujer que tiene una parálisis facial y la pérdida de un ojo. También conocida en la oficina de producción, es una actriz antigua a la que no le dan importancia.
- La azafata: trata por todos los medios de hacer sentir confortables a los pasajeros del avión en el cual trabaja. Solo aparece en un sketch especial, junto con Susana Giménez.

## Filmografía

### Cine
- 1974: Clínica con música
- 1974: Un viaje de locos
- 1974: La tregua
- 1980: Tiro al aire
- 1985: Esperando la carroza
- 2000: Almejas y mejillones
- 2005: La película de Niní
- 2010: Dos hermanos
- 2011: La Cola

### Televisión
- Badía y compañía (1986-1988), Canal 13, personaje de la Abuela (participaciones especiales).
- El mundo de Antonio Gasalla (1988-1990), ATC.
- A la playa con Gasalla (verano de 1991), Telefe. Conductor
- Gasalla '91 (1991), Telefe.
- La torre de Babel (1992), ATC, programa periodístico. Conductor
- El palacio de la risa (1992-1993) ATC, (1994-1996) Canal 13.
- Poliladron (1995), Canal 13. Participación especial.
- Gasalla en la tele (1997), Canal 13.
- Gasalla en Libertad (1997-1998), Canal 9 Libertad.
- La Argentina de Tato (1999), Canal 13. Celia Cruz.
- Gasalla (1999-2000), Azul Televisión.
- Tiempo final (2001-2002), Telefe. Participación especial en los capítulos "Broma pesada" (Segunda temporada, 2001) y "El fronterizo" (Tercera temporada, 2002).
- Susana Giménez (2001-2019), Telefe. Como "La Abuela" y "La empleada pública".
- Gasalla en pantalla (2004-2005), América TV.
- Los Roldán (2004), Telefe, (2005) Canal 9. Participación especial: En ambas temporadas interpreta a Agustina Uriarte.
- Gasalla en el 9 (2006-2007), compilado de sketchs realizados entre 1997 y 2000 para Canal 9.
- Piso 8 (2007), Canal 10, de Uruguay.
- Lo que el tiempo nos dejó (2010), Telefe. Participación especial en el episodio “La caza del Ángel”.
- ShowMatch: Bailando por un sueño (2012), El Trece. Jurado y diversos personajes
- Los vecinos en guerra (2013), Telefe. Participación especial en el primer episodio.

## Teatro
- 1964: Chin chin con María Luisa Robledo y Alfredo Iglesias
- 1964: Blanco negro blanco
- 1965: Caminito
- 1966: Help Valentino! (Cafè-Concert)
- 1967: Sueño de una noche de Verano, de William Shakespeare
- 1967: Déjate de historias y cosaquiemos la cosaquía
- 1968: La mandarina a pedal
- 1969: Yo no... y ud.? con Carlos Perciavalle
- 1971: Nosotros tres (con Claudia Lapacó y Carlos Perciavalle)
- 1973: Gasalla for Export (con libro de Enrique Pinti)
- 1977: Gasalla 77 (con libro de Enrique Pinti)
- 1977: Abajo Gasalla
- 1978: Gasalla 78
- 1978: Gasalla y Corrientes (con Moria Casán) (libro de Enrique Pinti)
- 1979: El Maipo es el Maipo y Gasalla es Gasalla (con libro de Enrique Pinti)
- 1980: Pan y circo (texto y actuación de Enrique Pinti y gran elenco, en la cual Gasalla fue director)
- 1980: Maipo Made in Gasalla (con libro de Enrique Pinti)
- 1981: Gasalla, Verano del 81
- 1981: Maipo 100 por 100 Gasalla (con libro de Enrique Pinti)
- 1983: Gasalla Show
- 1984: Gasalla en terapia intensiva
- 1987: Mamá Cora (en Cuba) en el teatro Carlos Marx.
- 1987: Gasalla es el Maipo y el Maipo es Gasalla (con libro de Enrique Pinti)
- 1988: Gasalla en el Lido
- 1989: El mundo de Antonio Gasalla (Gran Rex)
- 1991: Ídolos y forros de Gasalla
- 1992: La verdá de la milanesa junto a Susana Rinaldi
- 1994: La revista de Antonio Gasalla (Teatro Tronador, Mar del Plata)
- 1998: El mundo de Antonio Gasalla (Mar del Plata)
- 1999: Gasalla y Perciavalle 99 (Punta del Este) con Carlos Perciavalle
- 1999: Gasalla y Perciavalle en Broadway con Carlos Perciavalle
- 2000-2001: Gasalla y Perciavalle en Broadway (La leyenda continúa) con Carlos Perciavalle
- 2002: Picadillo de carne
- 2003: Monólogos de la endorfina
- 2004: Destino de gloria de Fernando Schmidt y A. Gasalla. Con María Rosa Fugazot y elenco.
- 2005: Sólo clásicos
- 2007: Sólo clásicos II (Teatro Nogaró, Punta del Este)
- 2007-2008: Cristina en el país de las maravillas, junto a Nito Artaza
- 2008: Maipo siempre Maipo (obra teatral por los 100 años del teatro Maipo)
- 2009-2012: Más respeto, que soy tu madre
- 2013: Gasalla Nacional (Buenos Aires, Teatro el Nacional. Junto a Laura Sánchez y Sebastián Borras)
- 2015-2016: Más respeto, que soy tu madre 2
- 2019-2020: Gasalla (espectáculo teatral en el que lo acompañan Marcelo Polino, Maximiliano de la Cruz, Lula Roshental y Pepe Ochoa) (Mar del Plata, Teatro Radio City).

## Discografía
- 1971: "Yo no... ¿Y ud.?", junto a Carlos Perciavalle. Trova

## Videoclips
- 1997:  Ojo con los Orozco, León Gieco

## Premios
La Fundación Konex lo premió en 1981 y 1991 con el Premio Konex de Platino como Mejor humorista en televisión y como Mejor Actor de Variedades, respectivamente. En 2001 obtuvo el Diploma al Mérito. 
- 2013, Premio Martín Fierro a la Trayectoria
- 2017, Premio Martín Fierro a la Labor Humorística
- 2015, Premio Cóndor de Plata a la Trayectoria
- 2012, Premio Martín Fierro de Platino
- 2010, Premio Estrella de Mar de Oro
- 2009, Premio ACE Actor de Comedia
- 2001, Premio Konex Actor de Televisión
- 1995, Martín Fierro de Oro
- 1991, Premio Konex de Platino Actor de Comedia Radio y TV
- 1981, Premio Konex de Platino Actor de Variedades
- 6 Premios Martín Fierro
- 4 Premio Tabaré de Uruguay
- Premio Pablo Podestá a la Trayectoria Honorable
- Premio Prensario
- Premio Quinquela Martín